# Francesco Totti
Francesco Totti (født 27. september 1976 i Rom) er en tidligere fodboldspiller fra Italien der tilbragte hele sin aktive karriere hos AS Roma. Han var med på det vindende italienske mandskab i finalen ved VM i fodbold 2006 i Tyskland og nåede 58 kampe og ni scoringer for det italienske landshold.

## Barndom
Francesco Totti er født og opvokset i Rom. Allerede som lille dreng havde Totti en forkærlighed for fodbold og foretrak at se fodbold i fjernsynet i stedet for tegnefilm. 
Totti begyndte at spille fodbold i den lokale klub, Fortitudo og blev hurtigt rykket op på de bedre hold. Det varede ikke længe inden AC Milan lagde mærke til den unge Totti og kom med et økonomisk gavnligt tilbud. Tilbuddet blev dog pure afvist af Tottis mor, Fiorella, som hellere så sin dreng spille for familiens favoritklub, AS Roma. I 1989 skiftede Totti til AS Roma.

## Landsholdet
I 1995 deltog den talentfulde teenager i U18-EM med Italien. Holdet spillede sig frem til finalen hvor det dog blev til et nederlag mod Spanien på 4-1. Det var Totti der scorede italienernes enlige mål i finalen.
Året efter blev han også udtaget til U21-landsholdet med hvem han vandt EM med en finalesejr over Spanien efter straffesparkskonkurrence. Den ordinære kamp var endt 1-1, Totti var endnu engang målscoren.
Totti debuterede for "Gli' Azzuri" (da. De Azurblå) i en kvalifikationskamp til EM 2000 mod Schweiz den 10. oktober 1998. Han blev udtaget til truppen der skulle til EM i Holland/Belgien. Italien nåede frem til finalen hvor Frankrig ventede. Totti og Co. tabte finalen 2-1 til Frankrig på trods af at have været kommet foran 1-0. Trods nederlaget blev Totti udnævnt til Man of the Match og blev af mange anset for at være turneringens bedste spiller.
Skuffelse fulgte da forhåndsfavoritterne fra Italien drog til VM 2002 i Japan/Sydkorea. Totti var udset til at være manden der skulle føre Italien til deres 4.VM-trofæ. Som sædvanlig sneg Italien sig gennem gruppespillet uden at imponere og i 8.-delsfanalen ventede værtsnationen Sydkorea. Kampen blev vundet 2-1 af koreanerne efter forlænget spilletid. I kampen blev Totti udvist efter sit andet gule kort, dommer Byron Moreno mente at Totti forsøgte at filme sig til et straffespark, men Tv-billederne viste dog tydeligt at Totti blev fældet af en koreansk forsvarsspiller. 
EM 2004 blev om muligt en endnu større skuffelse for "støvlelandet" og Totti. Første kamp stod mod Danmark og Totti lagde faktisk flot ud med blandt andet at teste målmand Thomas Sørensen på et frispark fra omkring 30-40 meters afstand. Kampen endte dog 0-0. Efter kampen offentliggjorde UEFA dog billeder optaget af en norsk journalist. Billederne viste Totti der spyttede efter den danske midtbanespiller Christian Poulsen. UEFA idømte Totti en karantæne på tre spilledage og efter som at Italien, uden Totti, ikke formåede at kvalificere sig til knock-out-kampene, kom Totti ikke i yderligere aktion ved det EM.

### VM 2006
Til en start så Totti's deltagelse i sommerens VM yderst tvivlsom ud eftersom han brækkede anklen i en Serie A kamp mod Empoli få måneder før turneringens start. Totti blev dog, mod alle odds, klar til Italiens første kamp mod Ghana. Ikke nok med at Totti ikke fik nogen god opstart på turneringen blev hele Italien rystet af en skandale (Calciopoli) hvor det viste sig at flere af de store italienske klubber havde betalt penge under bordet for at få Serie A-dommerne til at dømme til deres fordel.
Ved VM startede Italien ud med at møde Ghana der debuterede. Italien vandt da også kampen med 
2-0 på mål af Andrea Pirlo efter 40 minutter og Vincenzo Iaquinta der lukkede kampen da der manglede 7 minutter. Det var dog tydeligt at se, at Totti ikke var sin skade 100 procent kvit. 
I anden kamp ventede USA. Denne kamp begyndte skidt for Totti der efter bolt fem minutter blev tildelt det et gult kort. Italien kom foran 1-0 ved Albert Gilardino efter 22 minutter. Fem minutter senere udlignede USA da italienere Cristian Zaccardo var uheldig at lave selvmål efter et hjørnespark. Minuttet efter blev Totti's holdkammerat fra AS Roma, Daniele DeRossi, vist ud for at slå amerikaneren Brian McBride i hovedet med sin albue. Det betød at Totti blev skiftet ud til fordel for Gennaro Gattuso, en tydelig defensiv udskiftning. Kampen endte 1-1 på trods af et hårdt pres fra USA's side. 
Tredje kamp stod mod Tjekkiet. Denne kamp blev vundet 2-0 efter 1-0 ved halvleg. Målscorerne var Marco Materazzi (26) og Fillipo Inzaghi (87). 
Dermed kvalificerede Italien sig til 8.-delsfinalerne hvor Australien var modstanderen. Kampen blev en lettere trist affære der længe så ud til at ende 0-0, men i overtiden driblede den Italienske venstre back Fabio Grosso ind i det australske felt og faldt over en australier, dommeren dømte noget overraskende italiensk straffespark som Totti sikkert eksekverede. Med sejren var Italien klar til kvartfinalerne og der skulle de møde debutanterne fra Ukraine.
Kampen blev vundet 3-0 på ét mål af Gianluca Zambrrotta og to af Luca Toni. 
Det betød semifinale mod værtsnation Tyskland, der indtil da havde stået for turnerings bedste spil og virkede som en favorit til VM-titlen efter Brasilien og Argentinas exit. 
Kampen blev spillet i heksekedlen Westfalenstadion i Dortmund. Omkring 60.000 ekstatisk tyske fans bar nationens helte frem, men "Gli' Azzurri" ville det anderledes. Kampen blev en hektisk affære med gode muligheder til begge hold. Ingen af dem blev dog udnyttet og det betød at kampen måtte ud i forlænget spilletid. Her var det italienerne der trak det længste strå da Fabio Grosso modtog bolden i det tyske straffesparksfelt efter noget klumpspil, han vendte hurtigt rundt og placerede bolden uden for målmand Jens Lehmann's rækkevidde. I minutterne efter forsøgte Tyskland desperat at få udlignet, men i stedet var Italien der udbyggede føringen da Alessandro Del Piero scorede på en kontrachance i kampens døende minutter. 
Italien var nu klar til finalen der skulle stå mod det aldrende franske landshold der seks år tidligere havde slået Italien i EM- finalen. 
Finalen startede katastrofalt for Italien. Efter blot fem minutter fik Frankrig tildelt et yderst tvivlsomt straffespark da Marco Materazzi væltede franske Malouda i feltet. Zinedine Zidane scorede via overlæggeren. Italien fik dog hurtigt udlignet da den uheldige Marco Materazzi steg til vejrs ved et hjørnespark og headede udligningen ind. Få minutter senere var det angriberen Luca Toni's tur til at forsøge sig, han måtte dog se sit for ramme overlæggeren. Der efter blev kampen mere taktisk præget og begge hold var bange for at gå for langt frem på banen. Efter 61 minutter endte Totti's VM da han blev skiftet ud til fordel for Daniele DeRossi, der havde udstået de fire dagens karantæne for McBride-episoden. Kampen gik ud i overtid og først efter 110 minutter kom der liv i kampen igen. Zidane stangede Marco Materazzi i brystet og blev røde kort blev helt korrekt vist for franskmanden der endte sin karriere i det øjeblik. På trods af udvisningen var det Frankrig der pressede i den sidste fase af kampen, dog uden at få udbytte af anstrengelserne. 
Derfor skulle kampen afgøres i straffesparkskonkurrence og her var italienerne sikrest. 
Den 9. juli 2006 kunne Totti altså fejre sit første internationale trofæ på senior niveau. Dette kan meget vel også blive hans sidste men "Gli' Azzurri" eftersom han kort et sejren bedyrede at han vil holde pause fra landsholdet på ubestemt tid.

## Ekstern henvisning
- DR Sporten – Francesco Totti-affæren Arkiveret 12. januar 2006 hos  Wayback Machine
- Francesco Totti Tribute Arkiveret 8. december 2006 hos  Wayback Machine
- Francesco Tottis opslag i Munzinger Sportsarchiv (tysk)
- Francesco Tottis spillerprofil hos FIFA (engelsk)
- Francesco Tottis spillerprofil hos UEFA (engelsk)
- Francesco Tottis profil hos L’Équipe (fransk)
- Francesco Tottis profil hos EU-football.info (engelsk)
- Francesco Tottis spillerprofil på Transfermarkt (engelsk)
- Francesco Tottis trænerprofil på Transfermarkt (engelsk)
- Francesco Tottis spillerprofil på national-football-teams.com (engelsk)
- Francesco Tottis profil på WorldFootball.net (engelsk)
- Francesco Tottis spillerprofil på Soccerbase.com (engelsk)